# Just Friends (film, 2005)
Pour les articles homonymes, voir Just Friends.
Pour plus de détails, voir Fiche technique et Distribution.
Just Friends ou Simplement amis ? au Québec est un film germano-américano-canadien réalisé par Roger Kumble, sorti en 2005.

## Synopsis
À l'école, Chris était toujours l'« ami » des filles, car il ne répondait pas réellement aux critères de sélection. Chris Brander et Jamie Palamino sont amis depuis toujours. Chris décide qu'il est temps de faire évoluer cette relation, mais elle souhaite qu'ils ne restent qu'amis. Humilié et le cœur brisé, il fuit à Los Angeles où il devient un producteur de musique très convoité, que toutes les filles s'arrachent. En route pour Paris, avec sa dernière conquête, Samantha James, son jet privé atterrit d'urgence près de sa ville d'origine dans le New Jersey. Il tombe alors nez à nez avec son amour de jeunesse...

## Fiche technique
- Titre original et français : Just Friends
- Titres québécois : Simplement amis ?
- Réalisation : Roger Kumble
- Scénario : Adam Davis
- Décors : Robb Wilson King
- Costumes : Alexandra Welker
- Photographie : Anthony B. Richmond
- Montage : Jeff Freeman
- Musique : Jeff Cardoni
- Casting : Rick Montgomery
- Production : Chris Bender, Bill Johnson, Michael Ohoven, J.C. Spink et William Vince ; Jake Weiner (coproduction) ; Magnus Kim (associé)
  - Production exécutive : Cale Boyter, Richard Brener, Toby Emmerich, Marco Mehlitz, Rob Merilees et Jim Seibel
- Sociétés de production : Cinerenta Medienbeteiligungs KG, BenderSpink, Inferno Distribution, Infinity Media, Just Friends Productions et Cinezeta
- Sociétés de distribution : New Line Cinema (États-Unis et Canada), 3L Filmverleih (Allemagne)
- Pays d'origine :  Allemagne,  États-Unis,  Canada
- Langue originale : Anglais américain, anglais canadien et anglais
- Format : couleur - 35 mm - 1,85:1 - son Dolby Digital
- Genre : Comédie, romance
- Durée : 96 minutes
- Dates de sortie :
  - États-Unis, Canada : 23 novembre 2005
  - Allemagne : 21 décembre 2006
  - France : 1er juillet 2009[1] (sorti directement en DVD)

Source : IMDb

## Distribution
- Ryan Reynolds (VF : Philippe Allard ; VQ : François Godin) : Chris Brander
- Amy Smart (VF : Élisabeth Guinand ; VQ : Éveline Gélinas) : Jamie Palamino
- Anna Faris (VQ : Violette Chauveau) : Samantha James
- Stephen Root (VQ : Luis de Cespedes) : K. C.
- Christopher Marquette (VF : Gauthier de Fauconval ; VQ : Nicolas Charbonneaux-Collombet) : Mike Brandon
- Robin Dunne : Ray
- Chris Klein (VF : Bruno Mullenaerts ; VQ : Louis-Philippe Dandenault) : Dusty
- Ty Olsson (VF : Bruno Bulté ; VQ : Tristan Harvey) : Tim
- Julie Hagerty : Carol Brander
- Maria Arcé : Athena
- James Bitonti : Bouncer
- Annie Brehner : Sarah
- Cavan Cunningham : Ron
- Mircea Monroe : Betty
- Susan Ward : une actrice

- Version française
  - Société de doublage : NDE Production
  - Direction artistique : Antony Delclève
  - Adaptation des dialogues : Frédéric Alameunière

Source et légende : version française (VF) selon le carton du doublage français du film.
 Source et légende : version québécoise (VQ) sur Doublage.qc.ca